# 節骨麺たいぞう

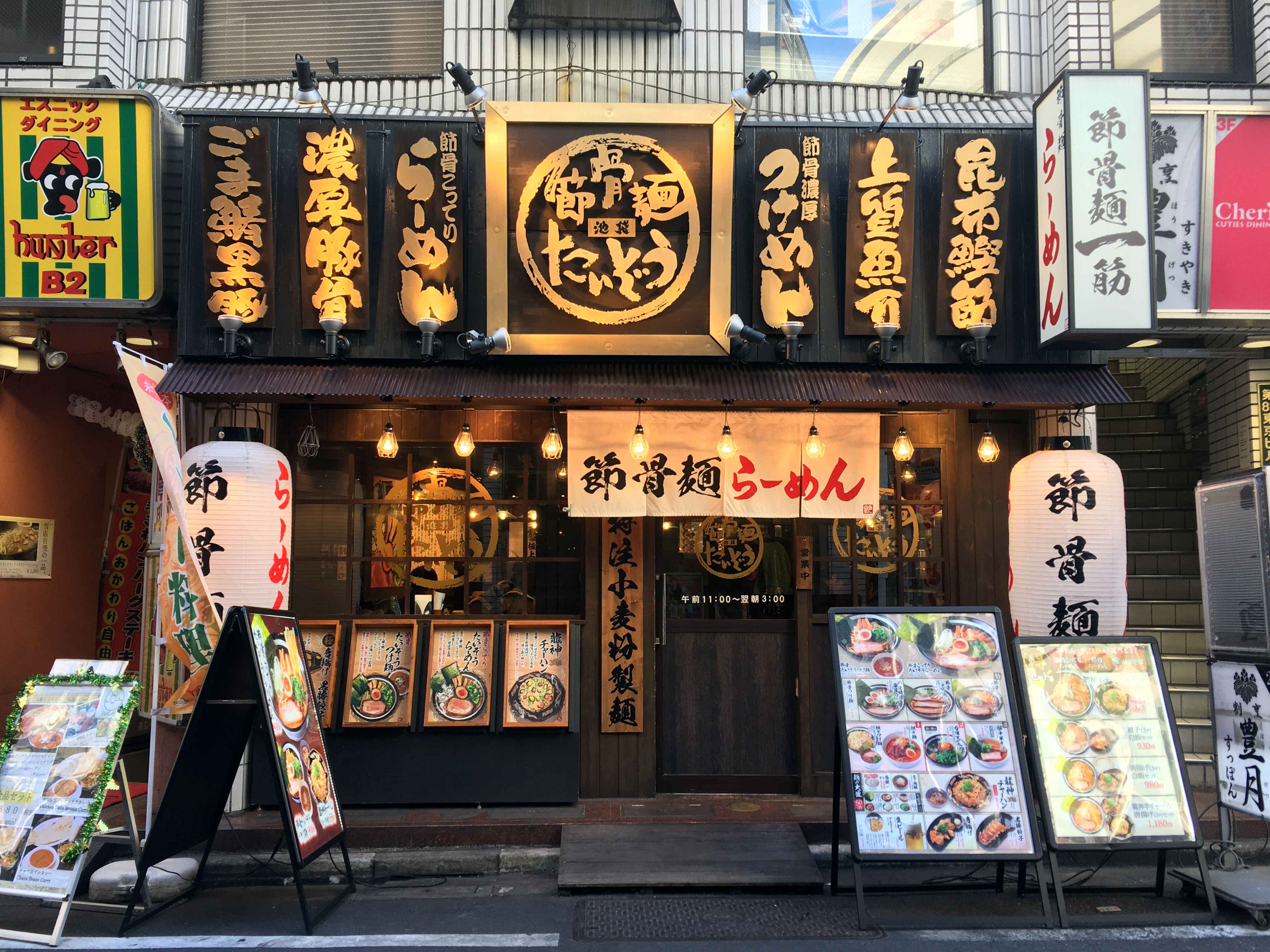
池袋東口店

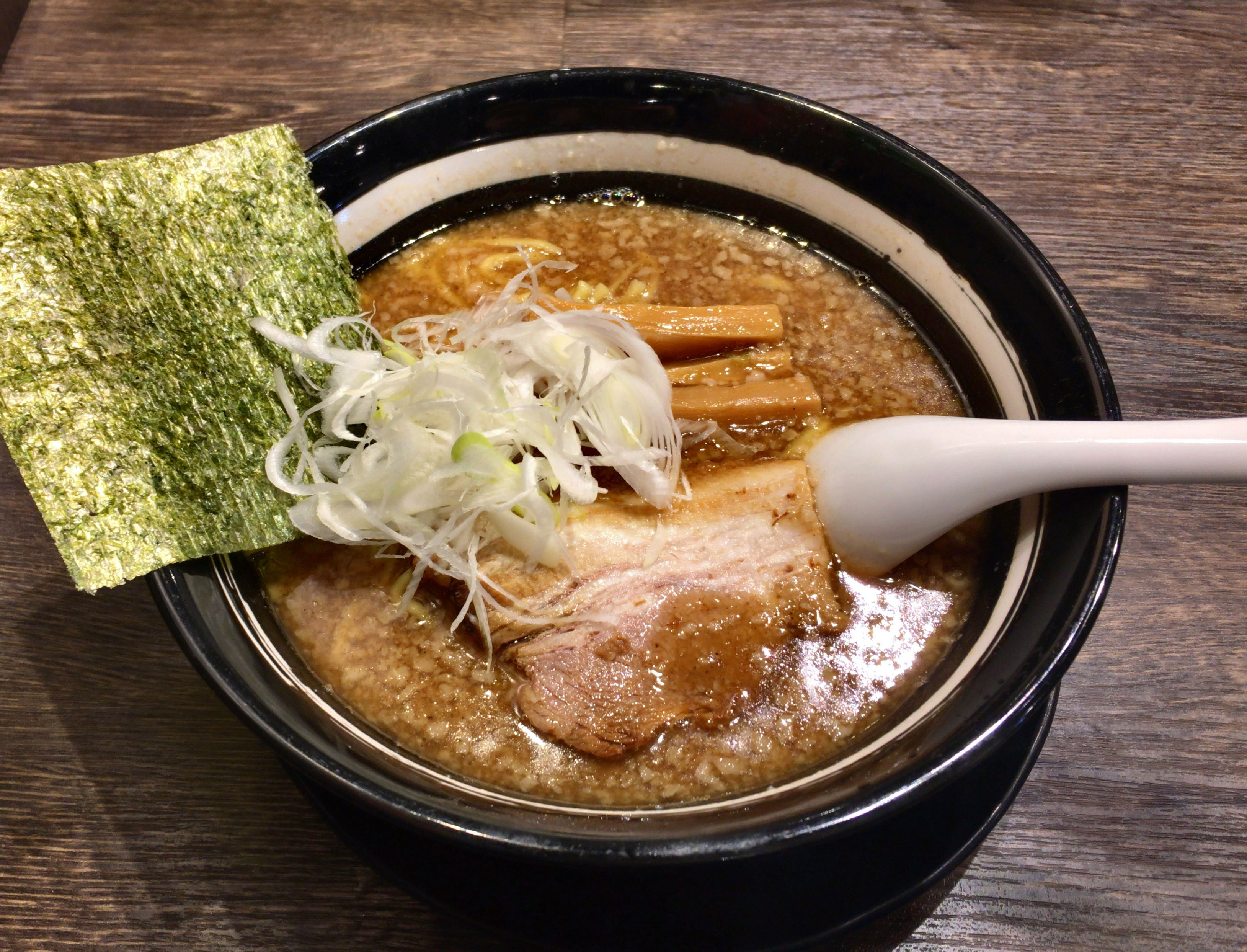
節骨こってりらーめん

節骨麺たいぞう（ぶしこつめんたいぞう）は、東京都豊島区西池袋に本店があるラーメン店である。株式会社プロジェクト・ジャパンが経営している。

## 概要
2004年に「池袋本店」塩ラーメンをメインとする店としてオープン（創業当時の屋号は麺匠たいぞう）。その後、三軒茶屋、恵比寿、戸越銀座、新宿へ出店。2005年6月16日に放映された『VVV6東京Vシュラン』（フジテレビ系）で行われた「ラーメンテーマパークのお客が選んだ池袋ラーメンランキング」でベスト3位として紹介される。
創業者・社長である中川泰象は、高田馬場にあるラーメン店「俺の空」の店主・島本宗薫やシーザージム所属のシュートボクサー・緒形健一と親交が深い。

## 店舗一覧
（2023年3月現在）
- 節骨麺たいぞう 池袋総本店
- 節骨麺たいぞう 三軒茶屋店
- 節骨麺たいぞう 葛西店

## 過去に存在した店舗
- 節骨麺たいぞう 池袋東口店
- 節骨麺たいぞう 西日暮里店
- 節骨麺たいぞう 王子店
- 節骨麺たいぞう 岡山店
- 節骨麺たいぞう 藤枝焼津店
- 節骨麺たいぞう 東高円寺店
- 節骨麺たいぞう 仙台中田店
- 節骨麺たいぞう 平井店
- 節骨麺たいぞう 本八幡店
- 節骨麺たいぞう 越谷レイクタウン店
- 節骨麺たいぞう 新浜松店
- 節骨麺たいぞう 池下店